# Cugnasco-Gerra
Cugnasco-Gerra är en kommun i distriktet Locarno i kantonen Ticino i Schweiz. Kommunen har 2 862 invånare (2023).
Kommunen bestod före år 2020 av två geografiskt åtskilda områden. Den tätbebyggda, södra, delen bestod av de sammanvuxna orterna Cugnasco och Gerra Piano. Cirka 18 kilometer fågelvägen norr därom ligger orten Gerra (Verzasca) med cirka 300 invånare. Kommunen Cugnasco-Gerra bildades den 20 april 2008 genom en sammanslagning av kommunerna Cugnasco och Gerra (Verzasca). Kommunen Gerra (Verzasca) bestod dels av kommuncentrum i norr, Gerra Valle, dels av exklaven i söder som utgjordes av orterna Gerra Piano och Agarone.
Den 18 oktober 2020 anslöt sig den norra kommundelen, Gerra Valle, tillsammans med Brione (Verzasca), Corippo, Frasco, Lavertezzo (Lavertezzo Valle), Sonogno och Vogorno till den nya kommunen Verzasca.